# Kitiona Viliamu
Pas d'image ? Cliquez ici

a Compétitions nationales et continentales officielles uniquement.

b Matchs officiels uniquement.
Dernière mise à jour le 1 janvier 2018.
Kitiona Viliamu, est un joueur de rugby à XV samoan, né le 27 septembre 1980 à Wellington (Nouvelle-Zélande).
Il est deuxième ligne ou troisième ligne aile et mesure 1,91 m pour 113 kg. Il a joué pour l'équipe des Counties Manukau en NPC.

## Carrière
Il a eu sa première cape internationale le 11 novembre 2001, à l’occasion d’un match contre l'équipe d'Irlande.

### Clubs successifs
- 2001-2003 : Counties Manukau (NPC)  Nouvelle-Zélande
- 2003 : Manchester RFC  Angleterre

## Palmarès

### Sélection nationale
- 10 sélections avec l'Équipe des Samoa de rugby à XV
- 5 points
- 1 essai
- Nombre de sélections par année : 2 en 2001, 2 en 2002, 5 en 2003, 1 en 2004.
- Participation à la Coupe du monde de rugby 2003 (4 matchs, 0 comme titulaire)